# 5-メチルテトラヒドロ葉酸-ホモシステインメチルトランスフェラーゼ

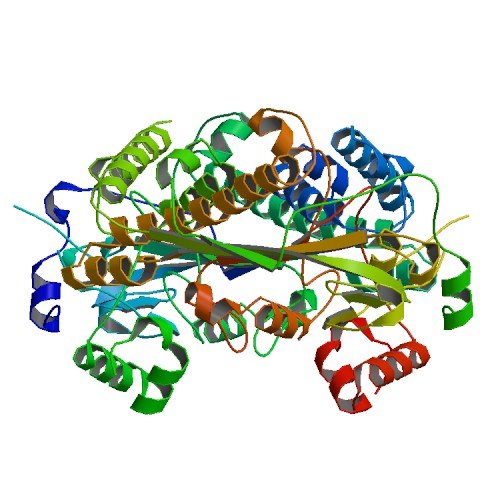
5-メチルテトラヒドロ葉酸-ホモシステインメチルトランスフェラーゼ

5-メチルテトラヒドロ葉酸-ホモシステインメチルトランスフェラーゼ（EC 2.1.1.13、5-Methyltetrahydrofolate-homocysteine methyltransferase、MTR）は、メチオニン生合成の最終段階を触媒する酵素である。メチオニンシンターゼ（Methionine synthase; MS）としても知られる。MTRはホモシステインからメチオニンを合成する、S-アデノシルメチオニンサイクル（メチオニン合成とも呼ぶ）を構成する。
MTRには、ビタミンB12（コバラミン）に依存して機能するタイプ（MetH）と、依存しないタイプ（MetE）の２種類が知られている。両者は反応機構・アミノ酸配列の点で共通点がなく、そのため互いに独立して進化したと推定されている。

## 機能
MTRは補因子である亜鉛とメチルコバラミン（MeB12）を含み、5-メチルテトラヒドロ葉酸（N5-methyl-THF）とホモシステインを基質とする。
この酵素反応は二段階のピンポン機構で進行する。始めに、N5-methyl-THFからのメチル基の転位でMeB12とテトラヒドロ葉酸（THF）が生成する。次に、メチル基がMeB12からホモシステインに転位し、コバラミン（B12）が再生すると同時にメチオニンが生成する。

テトラヒドロ葉酸（THF）による代謝とビタミンB12によるTHFの再生産、:de:Folsäure=葉酸、DHF=ジヒドロ葉酸、THF=テトラヒドロ葉酸、Vit.B12=ビタミンB12、Methyl-Vit.B12=メチルコバラミン、Methionin=メチオニン、Methionin Syntase=5-メチルテトラヒドロ葉酸-ホモシステインメチルトランスフェラーゼ、Homocystein=ホモシステイン、N5-Methyl-THF=5-メチルテトラヒドロ葉酸、N5,N10-Methylene-THF=5,10-メチレンテトラヒドロ葉酸、N10-Formyl-THF=10-ホルミルテトラヒドロ葉酸、dUMP=デオキシウリジン一リン酸、NADPH、DNA